# Vincenzo Picardi
Vicenzo Picardi (1983. október 20.) olasz amatőr ökölvívó.

## Eredményei
- 2007-ben bronzérmes a világbajnokságon légsúlyban. Az elődöntőben a thaiföldi Somjit Jongjohortől szenvedett vereséget.
- 2008-ban bronzérmes az olimpián légsúlyban.

1. ↑  https://www.quirinale.it/onorificenze/insigniti/298552. (Hozzáférés: 2020. április 11.)